# Хворзан
Хворзан (перс. خورزن) — село в Ірані, у дегестані Ашна-Хвор, в Центральному бахші, шагрестані Хомейн остану Марказі. За даними перепису 2006 року, його населення становило 48 осіб, що проживали у складі 9 сімей.

## Клімат
Середня річна температура становить 10,68°C, середня максимальна – 29,48°C, а середня мінімальна – -11,47°C. Середня річна кількість опадів – 232 мм.
| Клімат поселення                              | Клімат поселення | Клімат поселення | Клімат поселення | Клімат поселення | Клімат поселення | Клімат поселення | Клімат поселення | Клімат поселення | Клімат поселення | Клімат поселення | Клімат поселення | Клімат поселення | Клімат поселення |
| Показник                                      | Січ.             | Лют.             | Бер.             | Квіт.            | Трав.            | Черв.            | Лип.             | Серп.            | Вер.             | Жовт.            | Лист.            | Груд.            |                  |
| Середній максимум, °C                         | 5,73             | 7,32             | 11,52            | 17,90            | 23,19            | 28,38            | 29,48            | 29,39            | 24,91            | 18,50            | 11,84            | 6,64             |                  |
| Середня температура, °C                       | −2,87            | −1,29            | 2,92             | 9,31             | 14,60            | 19,79            | 23,63            | 23,54            | 19,07            | 12,65            | 5,99             | 0,79             |                  |
| Середній мінімум, °C                          | −11,47           | −9,88            | −5,69            | 0,70             | 5,99             | 11,18            | 17,79            | 17,69            | 13,22            | 6,81             | 0,14             | −5,05            |                  |
| Норма опадів, мм                              | 37               | 37               | 43               | 30               | 21               | 3                | 2                | 1                | 1                | 6                | 21               | 30               |                  |
| Середньомісячна швидкість вітру, м/с          | 1.25             | 1.85             | 2.36             | 2.64             | 2.40             | 2.29             | 2.16             | 2.10             | 2.04             | 1.84             | 1.55             | 1.22             |                  |
| Середньомісячна сонячна радіація, кДж/м²·день | 10098            | 13146            | 15710            | 18802            | 22645            | 26745            | 25751            | 24350            | 21671            | 16312            | 11595            | 9564             |                  |
| --------------------------------------------- | ---------------- | ---------------- | ---------------- | ---------------- | ---------------- | ---------------- | ---------------- | ---------------- | ---------------- | ---------------- | ---------------- | ---------------- | ---------------- |
| Джерело:                                      |                  |                  |                  |                  |                  |                  |                  |                  |                  |                  |                  |                  |                  |